# Humedad del suelo

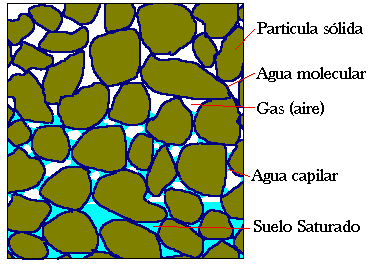
Las tres formas en que el agua puede estar presente en el suelo.

Se denomina humedad del suelo a la cantidad de agua por volumen de la tierra que hay en un terreno.
Su medición exacta se realiza gravimétricamente, pesando una muestra de  la tierra antes y después del secado.
Esta es de gran importancia debido a que el agua constituye un factor determinante en la formación, conservación, fertilidad y productividad del mismo, así como para la germinación, crecimiento (primario y secundario) y desarrollo de las plantas cultivadas.
Su medición en vivo plantea más dificultades, siendo el TDR y la sonda de neutrones los sensores con mejores respuestas.
Para terrenos salinos o muy áridos, se emplea experimentalmente el SBIB capaz de medir la humedad del suelo sin que le afecten las características del mismo y con mayor sensibilidad en terreno árido.
Para medidas a largo plazo también se emplean métodos manuales como bloques de yeso.

## Procedimientos para la determinación de la humedad  en el suelo
En la actualidad existe un buen número de dispositivos para determinar el contenido en agua del suelo basados en técnicas muy diferentes. De forma  general, estas técnicas pueden agruparse en cinco grupos:
- gravimétricas,
- tensiométricas,
- atenuación de neutrones,
- disipación de calor, y
- técnicas dieléctricas.

La medición directa del contenido en agua del suelo se realiza mediante pesada y secado de un volumen de suelo conocido, pero este tipo de determinaciones, además de laboriosa, es destructiva y, por tanto, no adecuada en muchos casos. Al ser la única medida directa, aunque no exenta de errores, es la metodología de referencia y base para la calibración del resto de técnicas.
Otras técnicas se basan en medidas indirectas de propiedades del suelo que varían a su vez con el contenido en agua. Ahora, algunas de estas nuevas técnicas están siendo ampliamente utilizadas en regiones áridas y semiáridas, alcanzando un nivel de automatización elevado, lo que permite disponer de información detallada imprescindible para entender el comportamiento del agua en el suelo.